# Слободка (Лельчицкий район)
Слободка (бел. Слабодка) — деревня в Боровском сельсовете Лельчицкого района Гомельской области Беларуси.

## География
Расположена в 20 км на юго-запад от Лельчиц, в 235 км от Гомеля, в 65 км от железнодорожной станции Мозырь (на линии Калинковичи — Овруч).
На юге река Уборть, приток Припяти).

## История
Согласно письменным источникам известна с XIX века как деревня в Тонежской волости Мозырского уезда Минской губернии. Согласно переписи 1897 года деревня Слободка (она же Уборть). В 1932 году жители вступили в колхоз. Во время Великой Отечественной войны в октябре 1943 года оккупанты сожгли деревню и убили 8 жителей. Согласно переписи 1959 года в составе колхоза «Звезда» (центр — деревня Боровое).

## Население
- 1897 год — 12 дворов, 81 житель (согласно переписи).
- 1940 год — 22 двора, 132 жителя.
- 1959 год — 137 жителей (согласно переписи).
- 2004 год — 17 хозяйств, 29 жителей.

## Транспортная сеть
Транспортные связи по просёлочной, затем автомобильной дороге Глушковичи — Лельчицы. Планировка состоит из короткой прямолинейной, почти меридиональной улицы, застроенной двусторонне деревянными домами усадебного типа.